# Europaparlamentsvalet i Danmark 1994
Europaparlamentsvalet i Danmark 1994 ägde rum torsdagen den 9 juni 1994. Knappt fyra miljoner personer var röstberättigade i valet om de sexton mandat som Danmark hade tilldelats innan valet. I valet tillämpade landet ett valsystem med partilistor och d’Hondts metod, utan någon spärr för småpartier. d’Hondts metod användes dock på valalliansbasis, det vill säga mandaten fördelades först mellan valallianserna och därefter mellan partierna inom varje allians. I valet ställde bland annat Konservative Folkeparti, Centrum-Demokraterne och Venstre respektive Junibevægelsen mod Union och Folkebevægelsen mod EU upp som valallianser.
Valets största vinnare var det nystartade euroskeptiska partiet Junibevægelsen mod Union, som erhöll över 15 procent av rösterna och två mandat. Deras framgång skedde till stor del på bekostnad av det sedan tidigare etablerade euroskeptiska partiet Folkebevægelsen mod EU, som tappade två mandat. Även Socialdemokraterne backade kraftigt och tappade ett mandat. Således kunde Venstre inta positionen som största parti. Partiet vann fyra mandat, ett mer än i valet 1989. Konservative Folkeparti hamnade oväntat på andra plats med 17,74 procent av rösterna och tre mandat. Bland de mindre partierna ökade Radikale Venstre kraftigt och kunde därmed säkra ett mandat i Europaparlamentet. Samtidigt tappade Centrum-Demokraterne nästan hela sitt stöd från valet 1989 och förlorade därmed båda sina mandat. Socialistisk Folkeparti var det enda parti som behöll ungefär samma andel röster som i det föregående valet.
Valdeltagandet uppgick till 52,92 procent, en ökning med 6,75 procentenheter jämfört med valet 1989. Det var dock fortfarande under genomsnittet för hela unionen och ett mycket lågt valdeltagande för att vara ett danskt val.

## Valresultat
|                                                                                                |          |  |           |        |
|                                                                                                | Andel    |  | Antal     | Mandat |
| Venstre                                                                                        | 18,96 %  |  | 394 362   | 4      |
| Venstre                                                                                        | +2,33 %  |  | +96 797   | +1     |
| Konservative Folkeparti                                                                        | 17,74 %  |  | 368 890   | 3      |
| Konservative Folkeparti                                                                        | +4,40 %  |  | +130 130  | +1     |
| Socialdemokraterne                                                                             | 15,83 %  |  | 329 202   | 3      |
| Socialdemokraterne                                                                             | –7,48 %  |  | –87 874   | –1     |
| Junibevægelsen mod Union                                                                       | 15,23 %  |  | 316 687   | 2      |
| Junibevægelsen mod Union                                                                       | +15,23 % |  | +316 687  | +2     |
| Folkebevægelsen mod EU                                                                         | 10,32 %  |  | 214 735   | 2      |
| Folkebevægelsen mod EU                                                                         | –8,62 %  |  | –124 218  | –2     |
| Socialistisk Folkeparti                                                                        | 8,58 %   |  | 178 543   | 1      |
| Socialistisk Folkeparti                                                                        | –0,52 %  |  | +15 641   | ±0     |
| Radikale Venstre                                                                               | 8,48 %   |  | 176 480   | 1      |
| Radikale Venstre                                                                               | +5,67 %  |  | +126 284  | +1     |
| Centrum-Demokraterne                                                                           | 0,88 %   |  | 18 365    | 0      |
| Centrum-Demokraterne                                                                           | –7,07 %  |  | –123 825  | –2     |
| Övriga partier och kandidater                                                                  | 3,97 %   |  | 82 673    | 0      |
| Övriga partier och kandidater                                                                  | –3,95 %  |  | –59 080   | ±0     |
| Ogiltiga och blanka röster                                                                     | 1,60 %   |  | 33 843    | 0      |
| Ogiltiga och blanka röster                                                                     | +0,38 %  |  | +11 680   | ±0     |
| Valdeltagande                                                                                  | 52,92 %  |  | 2 113 780 | 16     |
| Valdeltagande                                                                                  | +6,75 %  |  | +302 222  | ±0     |
| Antal röstberättigade 3 994 200 03 PES 03 EPP 00 EDA/FE 05 ELDR 00 EUL 01 G 00 ERA 04 EN 00 NI |          |  |           |        |